# Niger Vallis
Niger Vallis est une vallée de Mars, affluent de Dao Vallis courant sur de 333 km de long, elle fait partie d'un système d'écoulement acteur majeur dans l'évolution fluviale et glaciaire du quadrangle d'Hellas.

## Désignation
Les vallées mineures martiennes reçoivent un nom rattaché à un nom de rivière terrestre. L'Union astronomique internationale (UAI) officialise le nom Niger Vallis en 2006.

## Géologie

### Cartographie
Niger Vallis fait partie des quatre principaux systèmes de canaux d'écoulement avec Dao, Harmakhis, Reull Valles qui coupent les plaines de matériaux sédimentaires et volcaniques de la bordure orientale du bassin d'Hellas. Niger Vallis part du volcan Hadriaca Patera parcourt 333 km puis fusionne avec Dao Vallis pour traverser les hautes terres cratérisées du sud, continue vers le sud ouest de Hellas Planitia où elle semble s'arrêter. Niger Vallis est le moins profond des quatre canaux et possède un système plus ramifié et plus discontinu.

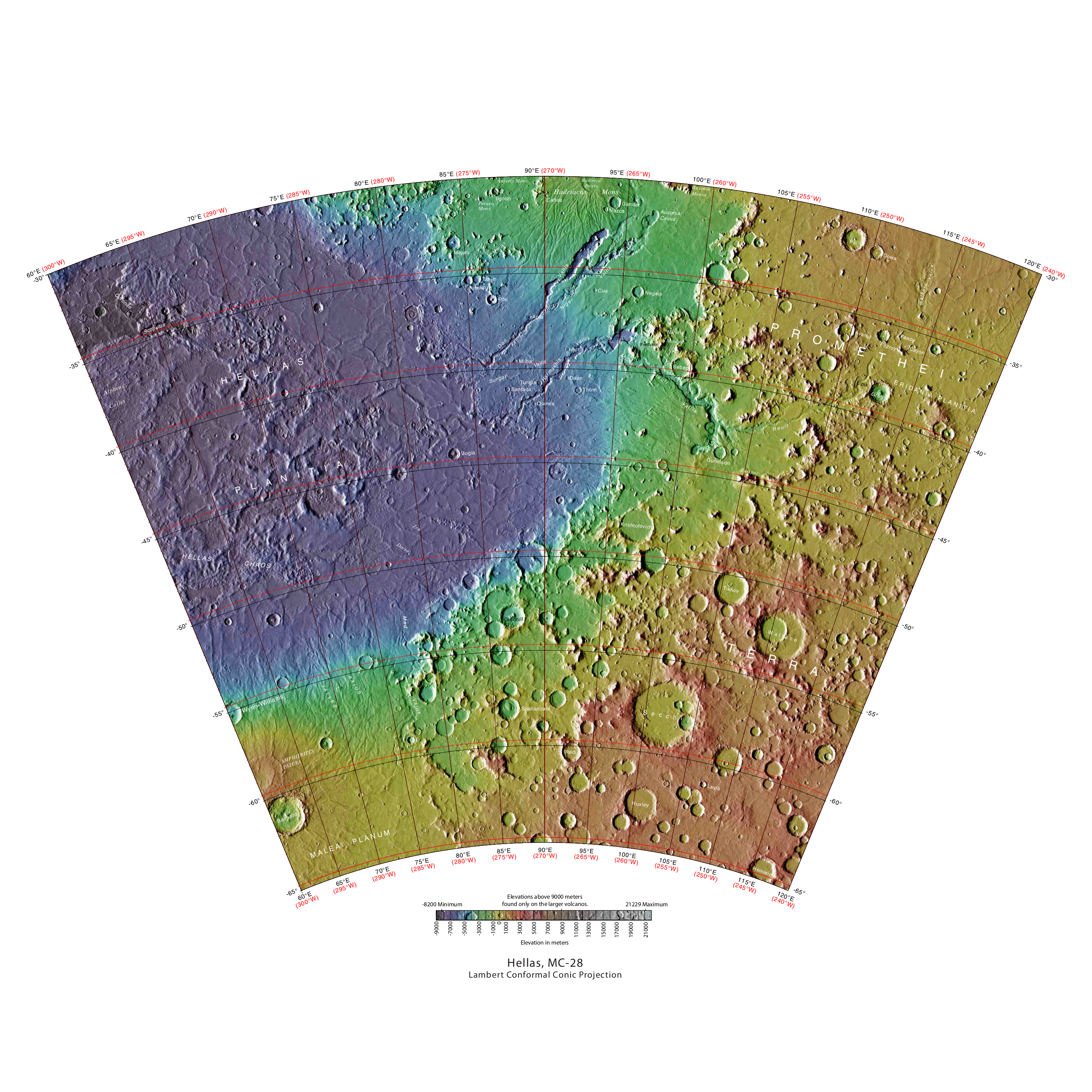
Quadrangle de Hellas

### Formation
La revue Planetary and Space Science publie en 2018 une étude sur Niger Vallis démontrant que la vallée s'est formée en au moins deux étapes à partir d'un réseau en forme de V, la branche sud, il y a  environ 3,7 à 3,9 milliards d'années (Ga) depuis la dépression Ausonia Cavus et la branche nord depuis Peraea Cavus il y a environ 3,3 à 3,4 milliards d'années (Ga).

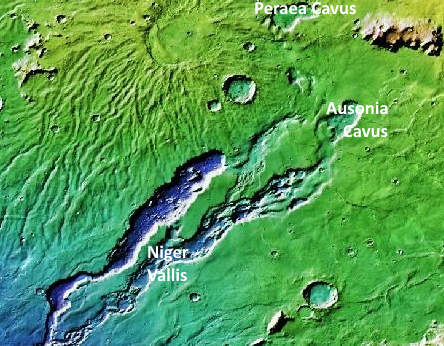
Dépressions Ausonia Cavus et Peraea Cavus sources de Niger Vallis

### Système Dao et Niger Valles
Dao et Niger Valles sont séparées par des plaines affaissées, sans doute à la suite d'écoulements souterrains.Les vallées Dao et Niger atteignent 40 km de large par endroits leur profondeur atteint respectivement 2 400 m et 1 400 m.

## Galerie

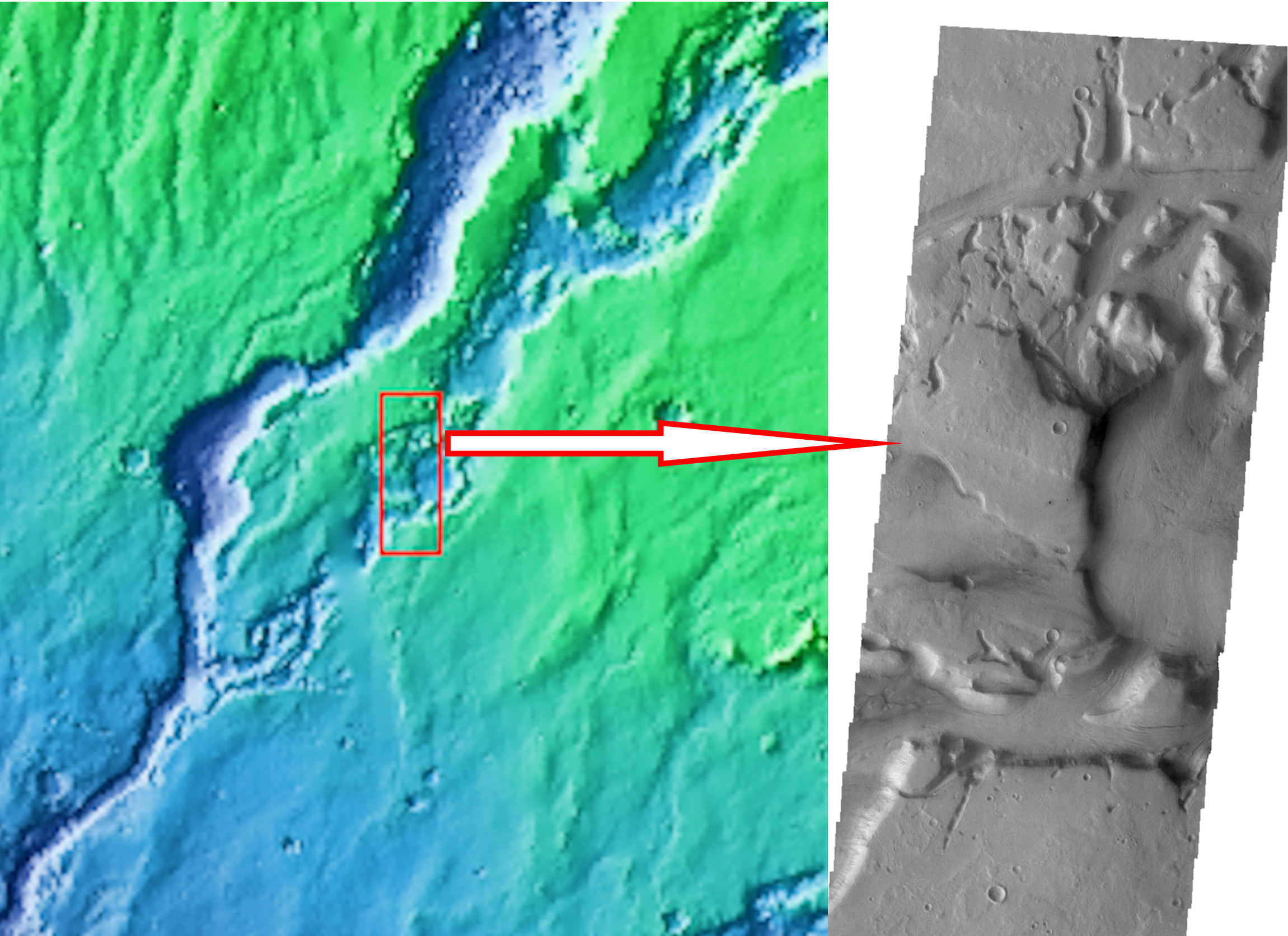
Image de droite vue partielle de Niger Vallis probablement creusée par l'eau puis recouverte plus tard par des dépôts riches en glace.
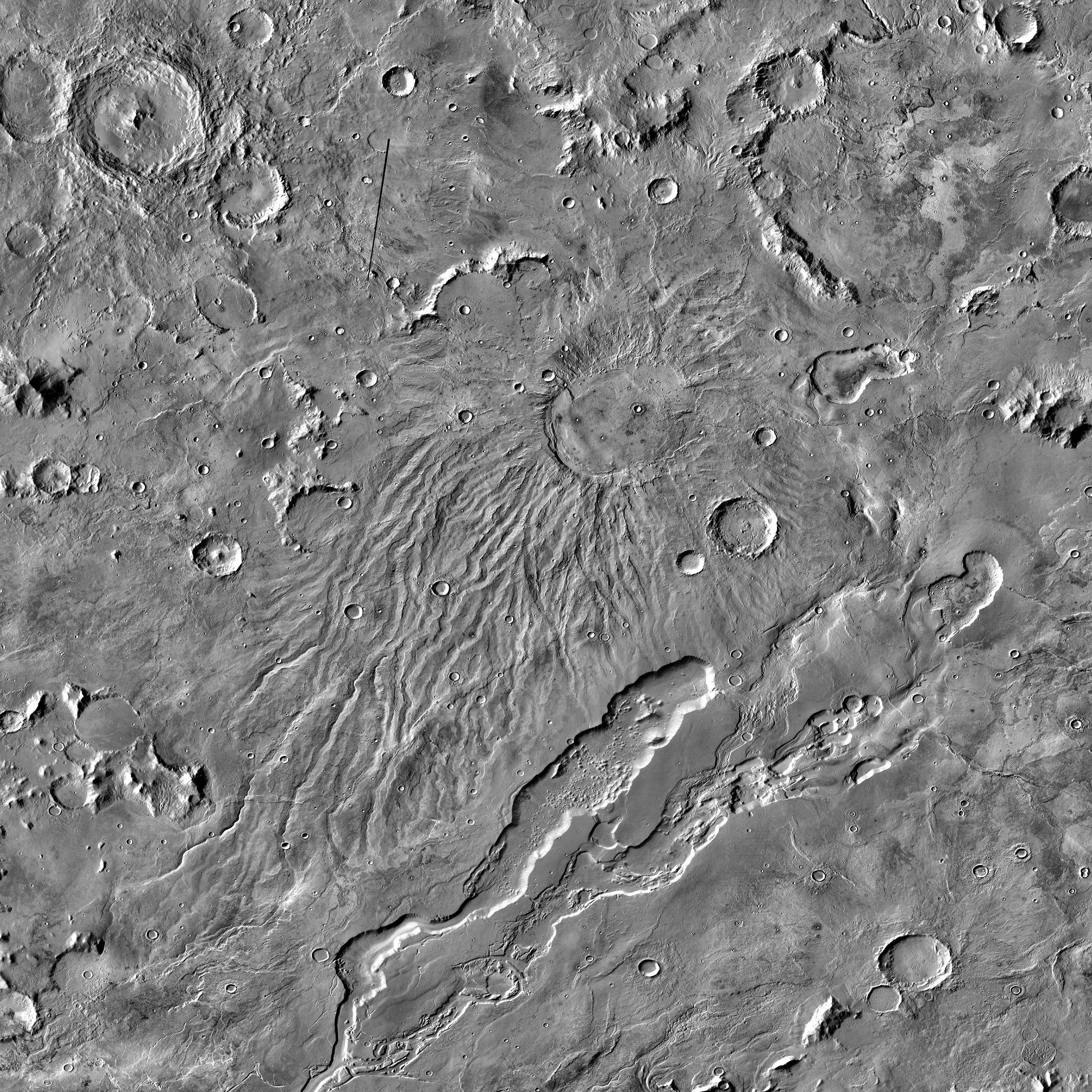
Il y a des notes sur ce fichier (option plus de détails). Passez le curseur de la souris sur l'image pour les voir notamment Niger Vallis, Ausonia Cavus, Peraea Cavus...